# Federale dienst voor Migratie en Vluchtelingen
De Federale dienst voor Migratie en Vluchtelingen (BAMF, Duits: Bundesamt für Migration und Flüchtlinge) is een overheidsinstantie op landelijk niveau die valt onder verantwoordelijkheid van het Duitse ministerie van Binnenlandse Zaken (BMI). De dienst is gevestigd in een voormalige SS-kazerne op het voormalige Reichsparteitagsgelände in Neurenberg.

## Verantwoordelijkheden
De dienst is de centrale migratie-organisatie met bevoegdheden op het gebied van migratie, integratie en terugkeer en heeft in Duitsland de volgende verantwoordelijkheden:
- Asiel / vluchtelingenbescherming
  - Uitvoering van de asielprocedure en besluiten over asielaanvragen
  - Beheer van het nationale vreemdelingenregister (AZR)
  - Humanitaire opvang (landelijk opvangprogramma, contingenten, hervestiging)
- Integratie / migratie
  - Organisatie van integratiecursussen en van beroepsgerichte taalcursussen (ESF-BAMF-cursussen)
  - Advies op het gebied van migratie aan volwassen immigranten (MBE)
  - Opnameprocedure van Joodse immigranten afkomstig uit opvolgerstaten van de voormalige Sovjet-Unie
  - Kantoor van de Duitse Islamconferentie (DIK)
  - Op EU-niveau verantwoordelijke instantie voor het Asiel-, Migratie- en Integratiefonds (AMIF)
- Terugkeer
  - Centraal orgaan voor informatieverstrekking ter bevordering van vrijwillige terugkeer (ZIRF)
  - Coördinatieorgaan (bestaande uit vertegenwoordigers van de centrale overheid en de deelstaten) voor geïntegreerd terugkeermanagement (IRM-BKL)
- Onderzoekscentrum / Europese samenwerking
  - Wetenschappelijk onderzoek op het gebied van asiel, migratie en integratie
  - Erkenning van onderzoeksinstellingen uit niet EU-landen
  - Nationale Contactpersoon van het Europees Migratienetwerk (EMN)

## Geschiedenis
Met de inwerkingtreding van de Verordening over de erkenning en verdeling van buitenlandse vluchtelingen, AsylVO) op 12 januari 1953 begon de toenmalige instantie voor de erkenning van buitenlandse vluchtelingen met 40 medewerkers haar werkzaamheden. De dienst was gehuisvest in Neurenberg-Langwasser in het zogeheten Valka-kamp (voormalig krijgsgevangenen- en vluchtelingenkamp) dat daar in 1946 was opgezet. De eerste bewoners, zogeheten Displaced Persons (zwervende buitenlanders) uit de Baltische staten noemden het vluchtelingenkamp naar de Letse stad Valka die op de grens met Estland ligt. In 1961 werd de instantie met ongeveer 50 medewerkers naar Zirndorf (Landkreis Fürth) verplaatst in de buurt van de kazerne die sinds 1959 als verzamelkamp voor buitenlanders in gebruik is.
In 1965 werd de naam gewijzigd in (vertaald) de dienst voor de erkenning van buitenlandse vluchtelingen. De centrale dienst valt onder de verantwoordelijkheid van het ministerie van Binnenlandse Zaken. In 1980 telde de dienst ongeveer 240 medewerkers. Vanwege het toenemende aantal asielaanvragen namen per 1 augustus 1980 onafhankelijke alleenbeslissers de plaats in van de comités van goedkeuring die uit één voorzitter en twee bijzitters bestonden en die tot dan toe over de asielaanvragen hadden besloten. In 1986 werkte een groot deel van de medewerkers weer in Neurenberg-Langwasser in een kantoorpand dat daar werd gehuurd.
In de loop van de jaren 80 en aan het begin van de jaren 90 nam het aantal asielaanvragen sterk toe (van circa honderdduizend in 1980 tot het dubbele in 1990). Reden daarvoor waren de toestanden in Turkije in 1974 die deden denken aan een burgeroorlog en het uiteenvallen van de Sovjet-Unie in 1991 (in 1992 werden circa 303.000 asielaanvragen ingediend). Deze stijging heeft, na intensieve onderhandelingen eind 1992, tot een nieuwe wet (Asylkompromiss) geleid. Er volgden organisatorische en personele wijzigingen die de asielprocedure bespoedigden. Daarop is de beslissing genomen om het hoofdkantoor naar de voormalige SS-kazerne (Südkaserne) in Neurenberg te verhuizen.
In 1993 had de dienst meer dan vierduizend medewerkers. Op 1 juli 1993 bereikte het aantal kantoren een hoogtepunt, met 48 kantoren verspreid over alle deelstaten. Na de hervorming van het asielrecht daalde het aantal asielaanvragen. Eind 1993 werd er een personeelsstop afgekondigd en vanaf 1995 liet men het personeelsbestand inkrimpen. Het hoofdkantoor van de dienst nam in november / december 1996 na een verbouwing van drieënhalf jaar zijn intrek in de voormalige SS-kazerne (Südkaserne) aan de Frankenstraße in Neurenberg.

### Uitbreiding van de verantwoordelijkheden vanaf 2005
Met het ingaan van de immigratiewet op 1 januari 2005 werden veel overheidstaken op het gebied van integratie voor het eerst wettelijk vastgelegd en samen bij de dienst neergelegd. Hieruit is de Duitse dienst voor Migratie en Vluchtelingen (BAMF) ontstaan. Bij de bestaande verantwoordelijkheden zoals het beheer van het nationaal vreemdelingenregister (AZR) of de terugkeerbevordering, kwam nu ook de integratiebevordering. Hiermee ontstond ook de taak om taal- en oriënteringscursussen te ondersteunen, te adviseren op het gebied van migratie en opname van Joodse immigranten afkomstig uit opvolgerstaten van de voormalige Sovjet-Unie. De dienst ontwikkelde zich van uitsluitend een asielinstantie tot een expertisecentrum op het gebied van migratie en integratie.
Ook werd er een comité van deskundigen voor immigratie en integratie (Zuwanderungsrat) gevormd. Dit kreeg de taak regelmatig de nationale opname- en integratiecapaciteit evenals de actuele ontwikkeling van de migratiestromen in kaart te brengen. In hetzelfde jaar werd het ZIRF opgericht voor de coördinatie en organisatie van de terugkeerbevordering. Dit orgaan had als taak de vrijwillige terugkeer van asielaanvragers te vereenvoudigen en te stimuleren door informatie en advies. In december 2014 werd met steun van de deelstaatregeringen de Bund-Länder-Koordinierungsstelle Integriertes Rückkehrmanagement (IRM-BKL) opgericht.

### Procedures en uitbreiding in het kader van de vluchtelingencrisis
Door de vluchtelingencrisis in 2015 kwam de dienst steeds meer onder druk te staan. Er was sprake van een achterstand van rond 250.000 onverwerkte oude asielaanvragen en een afwijkende interpretatie van de Dublinverordening van Duitsland in vergelijking tot andere Europese landen. Voor de bekendmaking waren interne stukken van de BAMF aan de organisatie Pro Asyl toegespeeld. In deze stukken werd een gewijzigde omgang met Syrische vluchtelingen uiteengezet. Media deelden mee dat volgens een interne richtlijn van de BAMF, in strijd met de Dublinverordening, ook Syrische vluchtelingen die in Duitsland asiel hadden aangevraagd in de toekomst niet meer naar het EU-land konden worden teruggestuurd waar zij als eerst waren geregistreerd. Volgens een verklaring van het ministerie van Binnenlandse Zaken zou “ervan uit worden gegaan dat Syrische vluchtelingen er op konden vertrouwen vanaf heden vast in de Bondsrepubliek te mogen blijven”. Het ministerie zag zich uiteindelijk gedwongen om op 25 augustus 2015 in een tweet aan te kondigen dat de Dublinverordening bij Syrische staatsburgers momenteel feitelijk niet verder zou worden gevolgd. Waarnemers schreven een aanzienlijk aandeel van de stijging van het aantal vluchtelingen naar Duitsland aan dit bericht toe.
In mei 2015 maakte minister van Binnenlandse Zaken Thomas de Maizière (CDU) bekend het personeel van de dienst te willen uitbreiden van 2.800 naar 4.800 medewerkers om het stijgende aantal asielaanvragen te kunnen verwerken. In 2016 werd gestreefd naar een personeelsformatie van 6.300 betrekkingen en daarnaast duizend tijdelijke functies. De nieuwe werknemers werden in het in 2015 geopende opleidingscentrum geschoold.
Vanaf het vierde kwartaal van 2015 bouwde de instantie haar netwerk van locaties in heel Duitsland verder uit. Het doel was de wachttijden en daarmee de duur van de asielprocedure in alle deelstaten te verkorten door een geïntegreerd vluchtelingenmanagement in de aankomstcentra.
In de aankomstcentra worden de registratie, de voorlichting, het geneeskundig onderzoek en de asielprocedure op één plaats door de verschillende betrokken instanties uitgevoerd. In de zogeheten kantoren wordt de asielprocedure (het gehoor en de beslissing) afgehandeld. Daarnaast zijn er enkele regiokantoren aanspreekpartner voor de instanties die verantwoordelijk zijn voor de integratiemaatregelen. Zij zijn tevens verantwoordelijk voor de integratiebevordering ter plaatse en zij behandelen migratievraagstukken. In de beslissingscentra worden, als de hele procedure doorlopen is, de beslissingen over de asielaanvragen genomen.

## Structuur / Organisatie[2]
De dienst is ingedeeld in het bestuur, secties, teams en afdelingen. Zij worden bijgestaan door commissies, stuurgroepen en deskundigenpanels.
- Directie en staf
- Afdeling 1: centrale dienstverlening, personeel & organisatie
- Afdeling 2: internationale vraagstukken, asielprocedure en migratie
- Afdeling 3: integratie en maatschappelijke samenhang
- Afdeling 4: regio Noord
- Afdeling 5: regio Midden
- Afdeling 6: regio Zuid
- Afdeling 7: infrastructuur / IT
- Afdeling 8: facilitaire dienstverlening

## Huisvesting

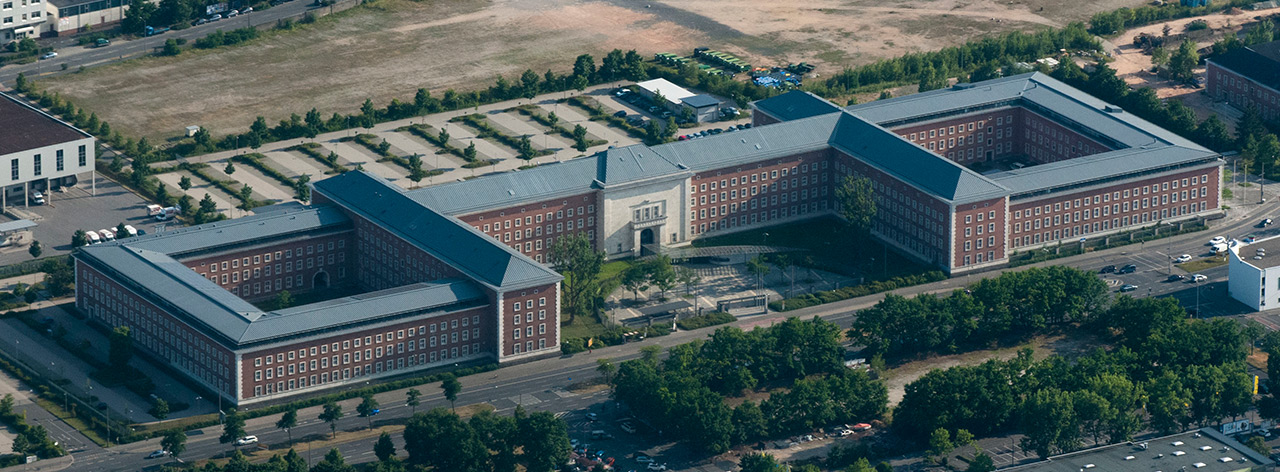
Hoofdvestiging in Neurenberg

De Duitse dienst voor Migratie en Vluchtelingen heeft naast het hoofdkantoor in Neurenberg de volgende vestigingen:
- Augsburg (kantoor)
- Bad Berleburg (kantoor)
- Bad Fallingbostel (aankomstcentrum)
- Bamberg (kantoor)
- Bayreuth (kantoor)
- Berlijn (kantoor 1)
- Berlijn (kantoor 2)
- Berlin (beslissingscentrum Oost)
- Bielefeld (kantoor - terrein 1)
- Bielefeld (kantoor - terrein 2)
- Bonn (beslissingscentrum west)
- Bramsche (kantoor)
- Braunschweig (kantoor)
- Bremen (aankomstcentrum)
- Bremen (kantoor)
- Büdingen (kantoor)
- Burbach (kantoor)
- Chemnitz (aankomstcentrum)
- Chemnitz (kantoor)
- Deggendorf (kantoor)
- Dortmund (aankomstcentrum)
- Dortmund (kantoor- Dublinprocedure)
- Dresden (aankomstcentrum)
- Düsseldorf (kantoor)
- Eisenhüttenstadt (kantoor)
- Ellwangen (kantoor)
- Erding (wachtruimte)
- Essen (kantoor)
- Feldkirchen (wachtruimte)
- Frankfurt-luchthaven (kantoor)
- Freilassing (registratiestraat)
- Friedland (kantoor)
- Gießen (kantoor - perceel 1)
- Gießen (kantoor - perceel 2)
- Glückstadt (aankomstcentrum)
- Greven (registratiestraat)
- Halberstadt (aankomstcentrum)
- Halberstadt (kantoor)
- Hamburg (aankomstcentrum)
- Hamburg (kantoor)
- Heidelberg (aankomstcentrum)
- Hermeskeil (kantoor)
- Ingelheim / Bingen (kantoor)
- Ingolstadt / Manching (kantoor)
- Jena / Hermsdorf (kantoor)
- Karlsruhe (kantoor)
- Karlsruhe (regiokantoor)
- Kiel (kantoor)
- Keulen (aankomstcentrum)
- Keulen (kantoor)
- Kusel (kantoor)
- Lebach (aankomstcentrum)
- Lebach (kantoor en regiokantoor)
- Leipzig (aankomstcentrum)
- Mannheim (beslissingscentrum Zuid-West)
- Meßstetten (afdeling van het kantoor Reutlingen / Eningen)
- Mönchengladbach (aankomstcentrum)
- Mühlhausen (kantoor)
- München (kantoor - terrein 1)
- München (kantoor - terrein 2)
- Münster (aankomstcentrum)
- Neumünster (aankomstcentrum)
- Neumünster (kantoor)
- Neumünster-Boostedt (kantoor)
- Niederaußem / Bergheim (registratiestraat)
- Nostorf-Horst (kantoor)
- Neurenberg (beslissingscentrum Zuid)
- Oldenburg (kantoor)
- Osnabrück (kantoor)
- Passau (registratiestraat)
- Regensburg (kantoor)
- Reutlingen / Eningen unter Achalm (kantoor)
- Rosenheim (registratiestraat)
- Schweinfurt (kantoor)
- Sigmaringen (kantoor)
- Stern-Buchholz (aankomstcentrum)
- Suhl (aankomstcentrum)
- Trier (aankomstcentrum)
- Trier (kantoor)
- Unna (kantoor)
- Würzburg (regiokantoor)
- Zirndorf (kantoor)